# Râul Agriș, Nera
Râul Agriș este un curs de apă, afluent al râului Nera. 